# Budkov
Budkov är en ort i Tjeckien.   Den ligger i regionen Vysočina, i den centrala delen av landet, 150 km sydost om huvudstaden Prag. Budkov ligger 501 meter över havet och antalet invånare är 380.
Terrängen runt Budkov är platt, och sluttar söderut. Runt Budkov är det ganska tätbefolkat, med 129 invånare per kvadratkilometer. Närmaste större samhälle är Jemnice, 7,6 km sydväst om Budkov. Trakten runt Budkov består till största delen av jordbruksmark.